# Labidocera jaafari
Labidocera jaafari is een eenoogkreeftjessoort uit de familie van de Pontellidae. De wetenschappelijke naam van de soort is voor het eerst geldig gepubliceerd in 1986 door Othman.